# Старонаводницька вулиця
Старонаводни́цька ву́лиця — вулиця в Печерському районі міста Києва, місцевості Печерськ, Звіринець. Пролягає від вулиці Генерала Алмазова до Наводницької площі.
Прилучаються вулиці  Добровольчих батальйонів, Лаврська, Редутний провулок і бульвар Миколи Міхновського.

## Історія
Вулиця відома з XVIII століття як головний шлях, по якому приїжджали до Києва з Москви та Лівобережжя. Цей шлях мав назви Боярак, Душегубиця, Наводницький струмок. Як вулиця під теперішньою назвою фігурує з 30-х років XIX століття. Назва вулиці походить від місцевості Неводничі (Наводничі), назва якої, у свою чергу, походить, за однією версією, від рибалок, які сушили тут свої неводи, за іншою — від наплавного мосту, спорудженого у 1740 році. Місцевість дала своє ім'я також і Наводницькому струмку, що протікав у яру, де проходить сучасна Старонаводницька вулиця. 
У 1962 році до вулиці приєднано Печерський провулок (між вулицями Князів Острозьких і Генерала Алмазова). До середини 1970-х років до Старонаводницької вулиці прилучалися також вулиця Князів Острозьких (частково скорочена), до 1-ї половини 1980-х років — Старонаводницький провулок і Старонаводницький проїзд (ліквідовані у зв'язку зі знесенням старої забудови).

## Забудова
Житлова забудова місцевості почалася наприкінці XIX — у першій половини ХХ століття і складалася з малоповерхових приватних будинків. У 1980-х роках стару забудову знесли, і на її місці у другій половині 80-х — початку 90-х почали зведення нового мікрорайону, щодо якого побутує назва «Царське село».
Третя хвиля забудови Старонаводницької балки почалася у 2000 році, коли архітектор Янош Віг розробив проект подальшого будівництва у «Царскому селі». Серед новобудов особливо виділяється будинок № 13 з хвилястим дахом, серед киян відомий як «Дім-хвиля», «Верблюд».

### Пам'ятки архітектури
На початку вулиці знаходиться одна з будівель Нової Печерської фортеці — Башта № 4, яку за її невеликий розмір називали «малою баштою». Башта, яку почали будувати у 1833 році, споруджувалася як оборонна казарма, розрахована на 500 військових та 22 гармати. З Баштою № 2 (зараз — Кругла башта, вул. Євгена Коновальця, 44) її пов'язував земляний вал, на місці якого пізніше був споруджений тир (не зберігся). У середині XIX століття башту було сполучено з казармами військових кантоністів (тепер вул. Князів Острозьких, 45) цегляною стіною, що перетинала Старонаводницьку вулицю, проїзд здюйснювався крізь Наводницьку браму (стіна й брама не збереглися). Наприкінці XIX століття башта, яка втратила військове значення, стала тюрмою для цивільних.